# Мисала Праменковић
Мисала Праменковић (Морани, 22. децембар 1980) српска је политичарка и универзитетска професорка. Била је посланица у Народној скупштини Републике Србије, одборница у Скупштини града Новог Пазара и већница у Бошњачком националном вијећу у више мандата. Од 26. децембра 2022. до 9. августа 2024. године обављала је функцију председнице Бошњачког националног вијећа у Републици Србији. На седници Главног одбора Странке правде и помирења одржаној 28. децембра 2024. године поново је изабрана за потпредседницу Странке.

## Биографија
Мисала Праменковић рођена је 1980. године у месту Морани у општини Тутин. Основну школу завршила је у родном месту, после чега завршава медресу Гази Иса-бег у Новом Пазару. Основне студије је завршила на Факултету исламских наука у Сарајеву, док је магистарске и докторске студије успешно окончала на Интернационалном универзитету у Новом Пазару.
Чланица је управе Медресе Гази Иса-бег и професор на Факултету за исламске студије у Новом Пазару, где предаје на предмету Исламско породично право. Била је посланица у Народној скупштини Републике Србије, одборница у Скупштини града Новог Пазара и већница у Бошњачком националном вијећу у више мандата. Од 2007. до 2015. године била је председница Удружења жена „Мерјем“ из Новог Пазара.
Удата је и мајка четверо деце. Живи и ради у Новом Пазару.

## Политички ангажман
Мисала Праменковић била је у више мандата посланица у Народној скупштини Републике Србије, одборница у Скупштини града Новог Пазара и већница у Бошњачком националном вијећу. На место одборнице Странке правде и помирења у Новопазарској скупштини ступила је у мају 2016. године. На место народног посланика први пут је ступила после редовних парламентарних избора одржаних 21. јуна 2020. године.  Изабрана је са изборне листе Академик Муамер Зукорлић – Само право – Странка правде и помирења (СПП) – Демократска партија Македонаца.
Од 26. децембра 2022. до 9. августа 2024. године обављала је функцију председнице Бошњачког националног вијећа у Републици Србији. На седници Главног одбора Странке правде и помирења одржаној 28. децембра 2024. године поново је изабрана за потпредседницу Странке.
У децембру 2024. Исламска заједница у Србији (ИЗуС) предложила је Мисалу Праменковић за кандидаткињу за чланицу Савета Регулаторнг тела за електронске медије (РЕМ). Након што је Одбор за културу и информисање поништио одлуку о избору чланова Савета РЕМ-а, а претходно је седам од 18 кандидата који су ушли у ужи круг повукло кандидатуре, крајем априла 2025. расписан је нови конкурс. У мају 2025. поново је поднела кандидатуру за чланицу РЕМ-а.

## Занимљивости
Мирсала Праменковић је прва жена у историји српског парламента која се у посланичкој клупи појавила са хиџабом.